# Ana Sofía Jusino
Ana Sofía Jusino Jiménez (5 gennaio 1994) è una pallavolista portoricana, centrale delle Criollas de Caguas.

## Carriera

### Club
La carriera di Ana Sofía Jusino inizia nei tornei scolastici della Florida, giocando per la Timber Creek HS. Concluse le scuole superiori, entra a far parte della squadra di pallavolo femminile della Arkansas, impegnata in NCAA Division I, dove gioca dal 2012 al 2016, saltando tuttavia la prima stagione.
Terminata la carriera universitaria, firma il suo primo contratto professionistico nella Liga de Voleibol Superior Femenino, a Porto Rico, ingaggiata dalle Criollas de Caguas per il campionato 2017, aggiudicandosi lo scudetto e venendo premiata come miglior giocatrice delle finali. Nel campionato 2018-19 gioca nella Nacional'naja liga kazaka con l'Altay 2; conclusi gli impegni con la formazione asiatica, torna a Porto Rico per giocare la finale della Liga de Voleibol Superior Femenino 2019 con le Criollas de Caguas, in cui conquista nuovamente lo scudetto. 
Disputa un'altra annata con la franchigia di Caguas e poi, per il campionato 2020-21, viene ingaggiata dalle francesi del Chamalières, in Ligue A. Dopo quattro annate lontano dai campi, torna in attività nella Liga de Voleibol Superior Femenino 2025, indossando nuovamente la casacca delle Criollas de Caguas, con cui conquista il titolo nazionale.

### Nazionale
Fa parte delle selezioni portoricane giovanili, vincendo la medaglia di bronzo al campionato nordamericano Under-18 2010 e partecipando alla Coppa panamericana under 18 2011; con la nazionale Under-20 partecipa invece alla Coppa panamericana 2013.
Nell'estate del 2017 esordisce nella nazionale portoricana maggiore, vincendo la medaglia di bronzo in occasione della Coppa panamericana, alla Volleyball Challenger Cup 2018 e ai XXIII Giochi centramericani e caraibici.

## Palmarès

### Club
- Campionato portoricano: 3

2017, 2019, 2025

### Nazionale (competizioni minori)
- Campionato nordamericano Under-18 2010
- Coppa panamericana 2017
- Volleyball Challenger Cup 2018
- Giochi centramericani e caraibici 2018

### Premi individuali
- 2017 - Liga de Voleibol Superior Femenino: MVP delle finali
- 2019 - Qualificazioni alla Volleyball Challenger Cup: Miglior centrale